# 大善寺町
大善寺町（だいぜんじまち）は、福岡県三潴郡にあった町。筑邦町に編入されて消滅。現在は久留米市の一部。

## 沿革
- 1889年4月1日 - 町村制施行に伴い宮本村、中津村、夜明村、藤吉村、黒田村が合併して三潴郡大善寺村成立。
- 1939年2月11日 - 大善寺村が町制施行して大善寺町となる。
- 1956年9月30日 - 筑邦町に編入されて消滅。

## 交通

### 鉄道
- 西日本鉄道
  - 大牟田線
    - 大善寺駅

## 教育

### 小学校
- 大善寺町立大善寺小学校

### 中学校
- 久留米市立筑邦西中学校